# Seznam uměleckých realizací ve veřejném prostoru v Hájích
Seznam uměleckých realizací v Hájích v Praze 11 obsahuje tvorbu výtvarných umělců umístěnou ve veřejném prostoru v katastrálním území Háje. Seznam je řazen podle ulic a nemusí být úplný.

## Seznam uměleckých realizací
| Název                                    | Fotografie                                                                       | Lokace                                                | Autor                                                                          | Rok       | Popis                             | Poznámka                                                                             |
| ---------------------------------------- | -------------------------------------------------------------------------------- | ----------------------------------------------------- | ------------------------------------------------------------------------------ | --------- | --------------------------------- | ------------------------------------------------------------------------------------ |
| Plastika                                 | Kategorie „Keramická plastika v ulici Anežky Malé v Hájích“ na Wikimedia Commons | Anežky Malé 50°1′54,48″ s. š., 14°31′33,61″ v. d.     | Lydie Hladíková (1925–1994) Děvana Mírová (1922–2003) Marie Rychlíková (*1923) | 1980–1989 | socha; keramika, kámen            | volný prostor                                                                        |
| Den, noc a čas (†)                       | Kategorie „Den, noc a čas (Olbram Zoubek)“ na Wikimedia Commons                  | Arkalycká 50°1′54,79″ s. š., 14°31′42,89″ v. d.       | Olbram Zoubek (1926–2017)                                                      | 1984      | socha; cín, stříbro, zlato        | OC Háje, poslední části odstraněny 2010                                              |
| Delfíni                                  | Kategorie „Delfíni (Ladislav Kovařík)“ na Wikimedia Commons                      | Kropáčkova 50°1′59,07″ s. š., 14°31′59,55″ v. d.      | Ladislav Kovařík (*1932)                                                       | 1986      | socha, bronz                      | do roku 2010 mezi Machkovou a Markušovou ulicí                                       |
| Reliéf                                   | Kategorie „Reliéf (Luboš Moravec)“ na Wikimedia Commons                          | Kupeckého 842/4 50°1′55,26″ s. š., 14°31′36,19″ v. d. | Luboš Moravec (1925–2010)                                                      | 1979      | reliéf, cín                       | exteriér                                                                             |
| Reliéf                                   | Kategorie „Reliéf (Jana Moravcová)“ na Wikimedia Commons                         | Kupeckého 843/6 50°1′53,63″ s. š., 14°31′33,33″ v. d. | Jana Moravcová (*1929)                                                         | 1979      | reliéf, cín                       | exteriér                                                                             |
| Rodina                                   | Kategorie „Rodina (Luboš Růžička)“ na Wikimedia Commons                          | Matúškova 50°2′15,52″ s. š., 14°30′54,02″ v. d.       | Lubomír Růžička (*1938)                                                        | 1984      | socha, fontána; vračanský vápenec | vnitroblok Matúškova, Dubnova, Brechtova                                             |
| Krystal (†)                              |                                                                                  | Mejstříkova 50°1′48,32″ s. š., 14°32′0,72″ v. d.      | Věra Janoušková (1922–2010)                                                    | 1977      | socha, ocel                       | odstraněno 2010                                                                      |
| Pítko (†)                                |                                                                                  | Mendelova 50°1′58,46″ s. š., 14°31′55,64″ v. d.       | neuveden                                                                       | 1980–1989 | fontána, kámen                    | vnitroblok mezi ulicemi Mendelova a Horčičkova, odstraněno                           |
| Fontána                                  |                                                                                  | Mendelova 50°1′58,89″ s. š., 14°31′54,92″ v. d.       | neuveden                                                                       | 1990–1999 | fontána, kámen                    | vnitroblok mezi ulicemi Mendelova a Horčičkova, na místě vodního mobilu pro sídliště |
| Vodní mobil pro sídliště Jižní město (†) |                                                                                  | Mendelova 50°1′58,9″ s. š., 14°31′54,93″ v. d.        | Aleš Bořkovec (1923–2013) Jiří Novák (1922–2010)                               | 1983      | fontána                           | zaniklo před rokem 1990, na místě vznikla nová fontána                               |
| Lev (†)                                  |                                                                                  | Mendelova 550/2 50°2′0,77″ s. š., 14°31′55,17″ v. d.  | Jindřiška Radová (*1925) Pravoslav Rada (1923–2011)                            | 1978      | socha, keramika                   | základní škola, před vstupem                                                         |
| Strom (†)                                |                                                                                  | Mendelova 555/9 50°1′57,86″ s. š., 14°31′56,56″ v. d. | Svatopluk Klimeš (*1944)                                                       | 1978      | obklad, keramika                  | exteriér a interiér restaurace „U soudků“                                            |
| Květ                                     | Kategorie „Květ (Vladimír Janoušek)“ na Wikimedia Commons                        | Ocelíkova 50°1′44,37″ s. š., 14°31′57,17″ v. d.       | Vladimír Janoušek (1922–1986)                                                  | 1979      | socha, kov                        | park                                                                                 |
| Kosmonauti                               | Kategorie „Kosmonauti (mosaic by Alois Fišárek)“ na Wikimedia Commons            | Opatovská 50°1′49,89″ s. š., 14°31′34,11″ v. d.       | Alois Fišárek (1906–1980)                                                      | 1979–1980 | mozaika, kámen                    | Metro C-Háje, západní vestibul                                                       |
| Kosmonauti                               | Kategorie „Kosmonauti (Jan Bartoš)“ na Wikimedia Commons                         | Opatovská 50°1′50,32″ s. š., 14°31′37,79″ v. d.       | Jan Bartoš (*1947)                                                             | 1978–1982 | socha, kámen bronz                | Metro C-Háje, park                                                                   |
| Mládí                                    | Kategorie „Mládí (Jan Bartoš)“ na Wikimedia Commons                              | Schulhoffova 50°2′9,67″ s. š., 14°31′10,11″ v. d.     | Jan Bartoš (*1947)                                                             | 1984      | socha, kámen                      | volný prostor                                                                        |